# Keiko Yoshinari
Keiko Yoshinari (del japonés: 吉成圭子 ‘Yoshinari Keiko’). (n. Setagaya (Tokio), Japón, 8 de junio de 1972) es una cantante y ex-ídol japonesa, activa en la década de 1990. Fundó el grupo Seifuku Kojo Iinkai y se desempeñó como líder y presidenta de este, era la miembro número 1.

## Biografía
Es hija del empresario Takamori Yoshinari, quien en 1978 fundó la desarrolladora de videojuegos Success Corporation y hermana menor de la también empresaria Natsuko Yoshinari, representante de Vernalossom (AKS), una agencia de talentos vinculada a AKB48 y otras marcas.
En 1991, debutó como actriz en la película de V-Cinema “IKENAI invitation”, basada en el manga del mismo nombre. Derivado de esta película, liberó su primer sencillo, que adoptó el mismo título.
Un año después apareció también en el film “Kogyo Aika Volley Boys”. En septiembre de 1992, fue reclutada junto a otras chicas por la discográfica Pony Canyon, fungiendo como fundadora, presidenta y líder del grupo Seifuku Kojo Iinkai.
En 1994 comenzó una carrera en solitario e interpretó el primer ending del anime Magic Knight Rayearth (Las guerras mágicas en Latinoamérica) que se tituló: “Asu e no Yuuki”, seguido del tercer ending; “Itsuka Kagayaku”. Debido al declive en que el género ídol se encontraba en los años 90, en octubre de 1995 produjo la discográfica: Idol Japan Records, para poder financiar a SKi.
Ese año liberó dos mini-LP, así mismo un álbum de estudio. Se graduó de Seifuku Kojo Iinkai en septiembre de 1997.

## Vida personal
Keiko practicaba natación y era una asidua aficionada al mahjong, alcanzó el 2-dan en la categoría profesional femenil. Después de graduarse de SKi estudió durante dos años en los Estados Unidos. En el año 2000 regresó a Japón y posteriormente se casó con un empresario con quien procreó 3 hijos.

## Actualidad
Actualmente, se encuentra retirada del mundo del espectáculo. En 2012 comentó que trabajaba en la industria de la moda.

## Discografía

### Álbum de estudio
| 25 de octubre de 1997 | Chi ~yuu chi ~yuu chi ~yuu |

### Sencillos (1994 - 1997)
| 1 de diciembre de 1994 | Asu eno Yuuki              |
| 15 de marzo de 1995    | Kimi dake no michi         |
| 25 de octubre de 1995  | Itsuka Kagayaku            |
| 25 de octubre de 1997  | Chi ~yuu chi ~yuu chi ~yuu |